# Uğur Köken
Uğur Köken (* 28. November 1937 in Istanbul) ist ein ehemaliger türkischer Fußballspieler. Durch seine langjährige Tätigkeit für Galatasaray Istanbul und als Eigengewächs wird er stark mit diesem Verein assoziiert. Auf Fan- und Vereinsseiten wird er als einer der bedeutendsten Spieler der Klubgeschichte aufgefasst. Er war ein wichtiger Bestandteil jener Mannschaft, die mit Spielern wie Metin Oktay, Kadri Aytaç, Suat Mamat, İsfendiyar Açıksöz, Ali Beratlıgil und Turgay Şeren den türkischen Fußball der 1960er Jahre stark beeinflusste. Anfang der 1970er Jahre bildete er mit Spielern wie Muzaffer Sipahi, Tuncay Temeller, Mehmet Oğuz, Bülent Ünder, Metin Kurt und Gökmen Özdenak jene Mannschaft, die mit den Meistertiteln der Jahre 1971, 1972 und 1973 als erste Mannschaft überhaupt drei Mal nacheinander die türkische Meisterschaft gewinnen konnte. Am Ende seiner Spielerkarriere war er mit 296 Erstligaspielen der Spieler mit den meisten Erstligaeinsätzen für Galatasaray und befindet sich aktuell an 8. Stelle. Von 1971 bis 1973 war er für zwei Jahre lang der Mannschaftskapitän Galatasarays.

## Spielerkarriere

### Verein
Köken kam auf Heybeliada, einer zu Istanbul gehörenden Insel auf die Welt. Mit dem Fußballspielen begann er 1955 mit 18 Jahren in der Nachwuchsabteilung von Galatasaray Istanbul. Zur Saison 1959/60, der zweiten Spielzeit der höchsten türkischen Spielklasse überhaupt, wurde Köken vom damaligen Trainer der Profimannschaft, von Leandro Remondini, in den Mannschaftskader aufgenommen. Sein Profidebüt gab Köken am 26. September 1959 in der Ligapartie gegen Gençlerbirliği Ankara. In dieser Partie spielte er über die volle Spiellänge. Im weiteren Saisonverlauf wurde er in elf weiteren Partien eingesetzt. Sein Team lieferte sich in dieser Saison mit den Erzrivalen Fenerbahçe Istanbul und Beşiktaş Istanbul ein Kopf-an-Kopf-Rennen um die zweite türkische Meisterschaft. Gegen Saisonende verlor aber die Mannschaft den Anschluss an die beiden Teams und beendete die Saison auf dem dritten Tabellenplatz. Im Sommer 1960 nahm Köken mit seinem Team am nach-saisonalen Cemal-Gürsel-Pokal teil, einem nach dem damaligen türkischen Ministerpräsidenten Cemal Gürsel gewidmeten Pokal und beendete dieses Turnier hinter Fenerbahçe als Zweiter.
Für die Spielzeit Saison 1960/61 übernahm mit Gündüz Kılıç eine ehemalige Spielerlegende des Vereins den Cheftrainerposten. Dieser Trainer ließ in Anbetracht solch hochwertiger und gestandener Offensivspieler wie Metin Oktay, Suat Mamat, Ahmet Berman, Recep Adanır und Nuri Asan junge Spieler wie Köken und Ayhan Elmastaşoğlu gelegentliche Einsätze spielen und baute sie behutsam auf. In dieser Saison lieferte sich die Mannschaft mit dem Erzrivalen Fenerbahçe über die gesamte Saison ein Kopf-an-Kopf-Rennen um die zweite türkische Meisterschaft und vergab sie erst am letzten Spieltag mit einem Punkt Unterschied an den Erzrivalen. Begünstigt durch den Weggang vom Stürmerstar Oktay, der zum italienischen Verein US Palermo wechselte, etablierte sich Köken in der Spielzeit 1961/62 auf Anhieb als Stammspieler. Über die gesamte Saison lieferte sich seine Mannschaft erneut mit Fenerbahçe einen über die ganze Saison fortlaufenden Wettkampf um die türkische Meisterschaft und beendete die Saison diesmal aber mit einem Vier-Punkte-Vorsprung als Meister. Damit wurde sowohl Galatasaray als auch Köken zum ersten Mal türkischer Fußballmeister. Auch in der Saison 1962/63 gelang dem Klub die türkische Meisterschaft und damit die Titelverteidigung. Seine Mannschaft gewann in dieser Saison auch den neu eingeführten Türkischen Fußballpokal und wurde damit sowohl erster türkischer Pokalsieger als auch erster türkischer Double-Sieger. Köken bildete mit dem zurückgekehrten Stürmerstar Metin Oktay sowie mit Kadri Aytaç, Tarık Kutver, Suat Mamat und Ayhan Elmastaşoğlu ein sehr erfolgreiches Offensivgespann, das einen Großteil der 105 Ligatore erzielte. Zudem schaffte es Kökens Team, im Europapokal der Landesmeister 1962/63 bis ins Viertelfinale zu kommen, und erreichte so die bis dato beste Platzierung einer türkischen Mannschaft in diesem Wettbewerb im Speziellen und in allen europäischen Vereinswettbewerben im Allgemeinen. Im Viertelfinale scheiterte die Mannschaft an AC Mailand. Dabei erzielte Köken bei der 1:3-Heimniederlage das einzige Tor seiner Mannschaft.
In den nächsten beiden Spielzeiten verpasste Köken mit seinem Team in der Liga die Titelverteidigung, holte aber zum zweiten und dritten Mal den Türkischen Fußballpokal. Dadurch war Köken auch Teil jener Mannschaft, die zum ersten Mal den Türkischen Fußballpokal drei Mal in Folge gewinnen konnte. Während Köken die Hinrunde der Saison 1963/64 noch seinem Team zum Einsatz bereitstand, fehlte er von der Winterpause 1963/64 bis zur Winterpause 1965/66. Im Frühjahr 1964 begann er seinen Militärdienst und stand deswegen die nächsten zwei Jahre seiner Mannschaft nur mit Sondergenehmigung zur Verfügung. In diesen wenigen Ausnahmen durfte er allerdings nur Trainingseinheiten absolvieren bzw. nur Spiele der europäischen Wettbewerbe absolvieren und durfte nicht in den nationalen Liga- und Pokalbegegnungen eingesetzt werden. Zusätzlich wurde ihm gestattet, Länderspiele für die türkische A- und Militär-Nationalmannschaft zu absolvieren. Nachdem er im Frühjahr 1966 mit Beendigung seines Wehrdienstes seiner Mannschaft wieder uneingeschränkt zur Verfügung stand, wurde er vom Cheftrainer Gündüz Kılıç wieder in der Startelf eingesetzt. Zum Saisonende vergab man die Meisterschaft mit sechs Punkten unterschied deutlich an den Erzrivalen Beşiktaş, konnte aber zum vierten Mal in Folge den Türkischen Fußballpokal gewinnen und damit einen bis heute gültigen Rekord in diesem Wettbewerb aufstellen. In der nächsten Saison spielte Köken mit seiner Mannschaft zwar lange Zeit um die Meisterschaft mit, jedoch wurde die Liga auf dem 3. Tabellenplatz beendet. Darüber hinaus schied die Mannschaft im sonst sicheren Türkischen Fußballpokal bereits im Viertelfinale gegen Altay Izmir aus und beendete die Saison titellos.
Nach vier titellosen Spielzeiten in der türkischen Meisterschaft und der insgesamt titellosen letzten Saison wurde im Sommer 1967 der langjährige Trainer Gündüz Kılıç durch Bülent Eken abgelöst. Mit diesem neuen Trainer startete die Mannschaft in die neue Spielzeit mit dem Sieg des vorsaisonalen Pokalwettbewerbs des TSYD-Istanbul-Pokals. Köken behielt auch unter dem neuen Trainer seinen Stammplatz. Nachdem auch mit diesem Trainer die erhoffte türkische Meisterschaft ausblieb und die Mannschaft mit einem noch größeren Punkteabstand zu dem Erst- und Zweitplatzierten die Saison auf dem dritten Tabellenplatz beendet hatte und auch im türkischen Pokal im Halbfinale ausgeschieden war, wurde im Sommer 1968 Tomislav Kaloperović als Cheftrainer eingestellt. Unter diesem Trainer gelang die erhoffte Meisterschaft, wodurch Köken zum dritten Mal diesen Titel gewinnen konnte. Zudem gewann die Mannschaft am Ende der Saison den Präsidenten-Pokal. Zu diesen Erfolgen steuerte Köken ein Tor in 29 Spielen bei und galt als einer der wichtigsten Vorlagengeber des Goalgetters Metin Oktay. Nachdem Oktay im Sommer 1969 seine Karriere beendete und nicht mehr als Mannschaftskapitän fungieren konnte, wurde Köken als dessen Nachfolger auserkoren. Köken selber brachte Ayhan Elmastaşoğlu als neuen Kapitän ins Gespräch. In der neuen Saison erlebte die Mannschaft eine sehr unruhige Spielzeit, in der der Trainer und einige Spieler mehrere Kontroversen hatten. So wurden mehrere Spieler zeitweise aus dem Mannschaftskader suspendiert, unter anderem auch Elmastaşoğlu. Dadurch erübrigte sich auch die Möglichkeit, dass Elmastaşoğlu Köken als Mannschaftskapitän ablösen könnte. Kökens Mannschaft beendete die Saison titellos; einziger Lichtblick war das Erreichen des Viertelfinals im Europapokal der Landesmeister 1969/70.
Für die Saison 1970/71 stellte der Verein mit Brian Birch ein neuer Cheftrainer ein. Dieser Trainer schätzte Köken von Beginn an und setzte ihn in seiner ersten Saison als Stammspieler ein. Am Saisonende konnte sich die Mannschaft gegen den Erzrivalen Fenerbahçe durchsetzen und die türkische Meisterschaft gewinnen. Köken bildete zusammen mit Metin Kurt und Gökmen Özdenak das Sturmdreigespann seiner Mannschaft. Während Özdenak auf der Position des Mittelstürmers spielte, agierte Köken wie gewohnt auf seiner angestammten Position des Linksaußens und Kurt auf Rechtsaußen. Zudem wurde zum Saisonstart der vorsaisonale TSYD-Istanbul-Pokal gewonnen. Trotz dieser erfolgreichen Saison versuchte Köken zusammen mit seinen Teamkollegen Elmastaşoğlu und Talat Özkarslı den Verein zu verlassen. Dabei einigte sich Köken mit dem Erzrivalen Beşiktaş und bat Galatasaray um eine Freigabe. Nachdem Galatasaray erklärte, Köken nur gegen eine Ablösesumme freizugeben, kam dieser Wechsel nicht zustande und so blieb Köken eine weitere Spielzeit bei den Rot-Gelben. So absolvierte er am ersten Spieltag der neuen Saison zwar für Galatasaray eine Partie, wurde jedoch bis zum Dezember nicht mehr eingesetzt. Anschließend wurde er wieder von Birch regelmäßig in der Stammformation aufgestellt und trug zur Titelverteidigung in der türkischen Meisterschaft mit. Birch attestierte Köken nach der gewonnenen Meisterschaft einen großen Anteil an diesem Titel zu. Über seinen an Karriereende denkenden Spieler sagte Birch: Er ist der Bobby Charlton des türkischen Fußballs. An der diesjährigen Meisterschaft hat er großen Anteil. Er zählt zu den anständigsten und fairsten Spielern, die ich je gesehen habe. Birch bewegte Köken schließlich dazu seine Karriere ein weiteres Jahr fortzusetzen. In dieser letzten Saison wurde Köken von Mehmet Özgül als Linksaußen verdrängt und absolvierte bis zum Saisonende zwölf Ligaspiele. Mit seinem Verein holte er neben der türkischen Meisterschaft auch den türkischen Pokal und wurde zum zweiten Mal in seiner Karriere türkische Double-Sieger.
Am 30. August 1973 beendete er mit einem Abschiedsspiel, in dem Galatasaray im Mithatpaşa-Stadion gegen Beşiktaş Istanbul spielte, seine aktive Laufbahn. Er war am Ende seiner Karriere mit 296 Erstligaeinsätzen mit großem Abstand der Spieler, der die meisten Erstligaspiele für Galatasaray absolviert hatte. Erst Jahre später verlor er diese Bestmarke an Spieler der nachfolgenden Generationen und befindet sich aktuell in der Liste der Spieler mit den meisten Erstligaeinsätzen für Galatasaray an 8. Stelle. Zudem war er mit sechs türkischen Meisterschaften und vier türkischen Pokalsiegen zusammen mit Ayhan Elmastaşoğlu der lange Zeit der Spieler mit den meisten Titelgewinnen in diesen beiden Wettbewerben. Dabei gewann Elmastaşoğlu die Titel in der Saison 1972/73 ohne Spieleinsätze. Der Titelrekord in der türkischen Meisterschaft wurde erst in den 1990er Jahren durch Spieler wie Spieler Bülent Korkmaz, Suat Kaya, Hakan Şükür gebrochen.

### Nationalmannschaft
Köken startete seine Nationalmannschaftskarriere 1959. Er wurde im Rahmen eines Testspiels gegen in den Kader der türkischen Amateurnationalmannschaft berufen und gab in der Begegnung gegen die Amateurauswahl Iraks sein allgemeines Länderspieldebüt. In dieser Partie erzielte er auch sein erstes Länderspieltor.
Im Sommer 1960 wurde Köken in den Kader der türkischen Olympiaauswahl berufen und nahm mit dieser an den Olympischen Sommerspielen 1960 teil. Hier absolvierte er zwei von drei Spielen seiner Mannschaft und erzielte dabei ein Tor.
1962 wurde er dann vom Nationaltrainer Şeref Görkey im Rahmen eines Testspiels gegen die Äthiopische Nationalmannschaft in das Aufgebot der türkischen A-Nationalmannschaft berufen. In dieser Partie gab Köken sein A-Länderspieldebüt. Fortan gehörte er zwei Jahre lang zu den regelmäßig nominierten Nationalspielern.
Nachdem er ab Oktober 1963 kein Länderspiel mehr absolviert hatte, wurde er im Juli 1965 in das Turnieraufgebot der türkischen A-Auswahl für den RCD-Pokal 1965 berufen. Während dieses Turniers absolvierte er zwei Länderspiele und wurde mit seiner Mannschaft hinter dem Iran Turnierzweiter.
Sein letztes Länderspiel absolvierte er am 12. Oktober 1966 gegen Deutschland. Insgesamt spielte er zwölf Mal für die Türkische A-Nationalmannschaft.

## Trivia
- Galatasaray Istanbul organisiert seit der Eröffnung des neuen Stadions Türk Telekom Arena, unter der Schirmherrschaft des Hauptsponsors Türk Telekom, vor jedem Heimspiel ein Danksagung für seine ehemaligen legendären Spieler. So wurde am 26. November 2011 im Rahmen der Ligabegegnung gegen Orduspor Köken eine Dankesplakette für seine langjährigen Dienste und Erfolge überreicht.[11]

## Erfolge
Mit Galatasaray Istanbul
- Türkischer Meister: 1961/62, 1962/63, 1968/69, 1970/71, 1971/72, 1972/73
- Türkischer Pokalsieger: 1962/63, 1963/64, 1964/65, 1965/66, 1972/73
- Präsidenten-Pokalsieger: 1965/1966, 1968/69, 1971/72
- TSYD-Istanbul-Pokalsieger: 1963/64, 1966/67, 1967/68, 1970/71
- Viertelfinalist im Europapokal der Landesmeister: 1962/63, 1969/70

Mit der türkischen Nationalmannschaft
- Teilnehmer an den Olympischen Sommerspielen: 1960
- Zweiter beim RCD-Pokal: 1965